# پروم
شهر پروم (به آلمانی: Prüm) در ایالت راینلاند-فالتس در کشور آلمان واقع شده‌است.